# Nam vương Toàn cầu 2014
Nam vương Toàn cầu 2014 là cuộc thi Nam vương Toàn cầu lần thứ nhất được tổ chức tại Băng Cốc, Thái Lan vào ngày 27 tháng 3 năm 2014. Myat Thuya Lwin đến từ Myanmar đăng quang ngôi vị Mister Global.

## Kết quả
| Thứ hạng                   | Thứ hạng | Thứ hạng | Thứ hạng |
| Hạng                       | Thí sinh |          |          |
| -------------------------- | --- | -------- | -------- |
| Mister Global 2014         | - Myanmar — Myat Thuya Lwin |          |          |
| Á vương 1                  | - Canada — Michael South |          |          |
| Á vương 2                  | - Hàn Quốc — Lee Jun Ho |          |          |
| Á vương 3                  | - Việt Nam — Nguyễn Hữu Vi |          |          |
| Á vương 4                  | - Philippines — Wilfred Placencia |          |          |
| Top 8                      | - Indonesia — Andy Mukti Wicaksana - Singapore — Jonathan Seah - Thái Lan — Phubess Samkratoke                                                        |          |          |
| Giải thưởng đặc biệt       | |          |          |
| Giải thưởng                | Thí sinh |          |          |
| Mister Congeniality        | - Costa Rica — Felipe Mejía |          |          |
| Mister Photogenic          | - Việt Nam — Nguyễn Hữu Vi |          |          |
| Best National Costume      | - Indonesia — Andy Mukti Wicaksana |          |          |
| Mister Internet Popularity | - Sri Lanka — Sameera Weerasinghe |          |          |
| Mister Physique            | - Hàn Quốc — Lee Jun Ho |          |          |
| Best Talent                | Winner - Kyrgyzstan — Ulan Omurbekov Top 5 - Hàn Quốc — Lee Jun Ho - Myanmar — Myat Thuya Lwin - Cabo Verde — Daniel Graca - Việt Nam — Nguyễn Hữu Vi |          |          |

## Các thí sinh
16 thí sinh dự thi.
| Quốc gia/vùng lãnh thổ | Thí sinh             |
| ---------------------- | -------------------- |
| Cabo Verde             | Daniel Graca         |
| Canada                 | Michael South        |
| Costa Rica             | Felipe Mejía         |
| Guam                   | Iowani Unpingco      |
| Hàn Quốc               | Lee Jun Ho           |
| Hoa Kỳ                 | Aaron Jaquez         |
| Indonesia              | Andy Mukti Wicaksana |
| Kyrgyzstan             | Ulan Omurbekov       |
| Malaysia               | Muhammad Syazwi      |
| Myanmar                | Myat Thuya Lwin      |
| Pháp                   | Nicolas Magnonnaud   |
| Philippines            | Wilfred Placencia    |
| Singapore              | Jonathan Seah        |
| Sri Lanka              | Sameera Weerasinghe  |
| Thái Lan               | Phubess Samkratoke   |
| Việt Nam               | Nguyễn Hữu Vi        |